# روسولا أوروبية
روسولا أوروبية (الاسم العلمي: Russula europae) هي نوع من الفطريات يتبع جنس الروسولا من الفصيلة الروسولية               .	